# Joseph Karl Stieler

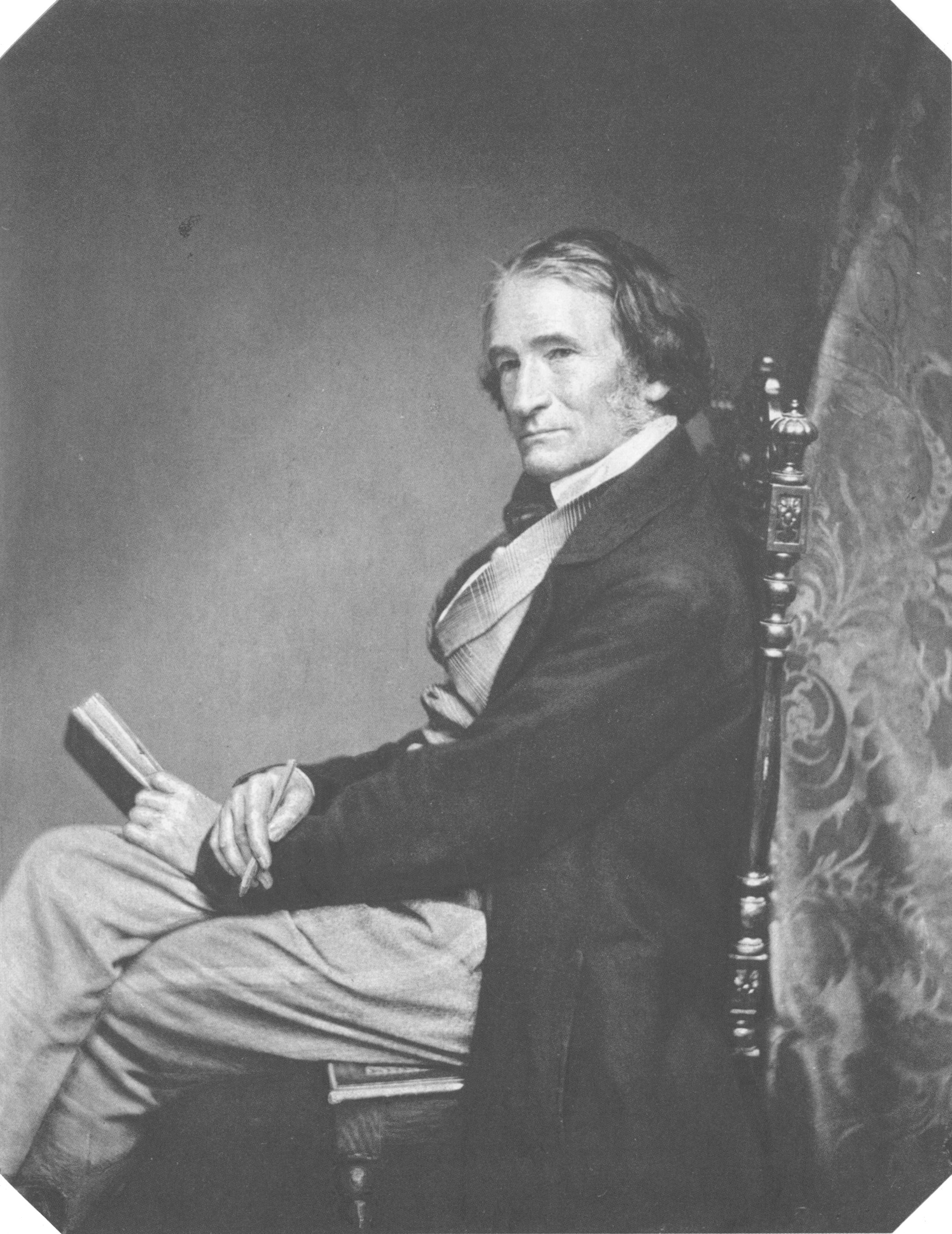
Josef Stieler, Fotografie von Franz Hanfstaengl, ca. 1857

Joseph Karl Stieler (* 1. November 1781 in Mainz; † 9. April 1858 in München) war ein deutscher Maler und von 1820 bis 1855 Hofmaler der bayerischen Könige. Zu den bedeutendsten Werken Joseph Stielers zählen die weltberühmte Schönheitengalerie König Ludwigs I. von Bayern sowie anderer hochrangiger Mitglieder der Herrscherhäuser Europas und des geistig-kreativen „Adels“ wie etwa Goethe, Schiller, Beethoven oder Alexander von Humboldt.
Stielers Gesamtwerk umfasst über 500 Porträts, die sich durch hohes technisches Können und eine deutliche idealisierende Tendenz auszeichnen. Stilistisch entwickelte sich seine Darstellungsweise ausgehend von der barocken Miniatur, erhielt ihre besondere Prägung durch den Klassizismus französischer Schule und nahm im Alterswerk zuletzt noch frührealistische Elemente auf.

## Leben und Laufbahn

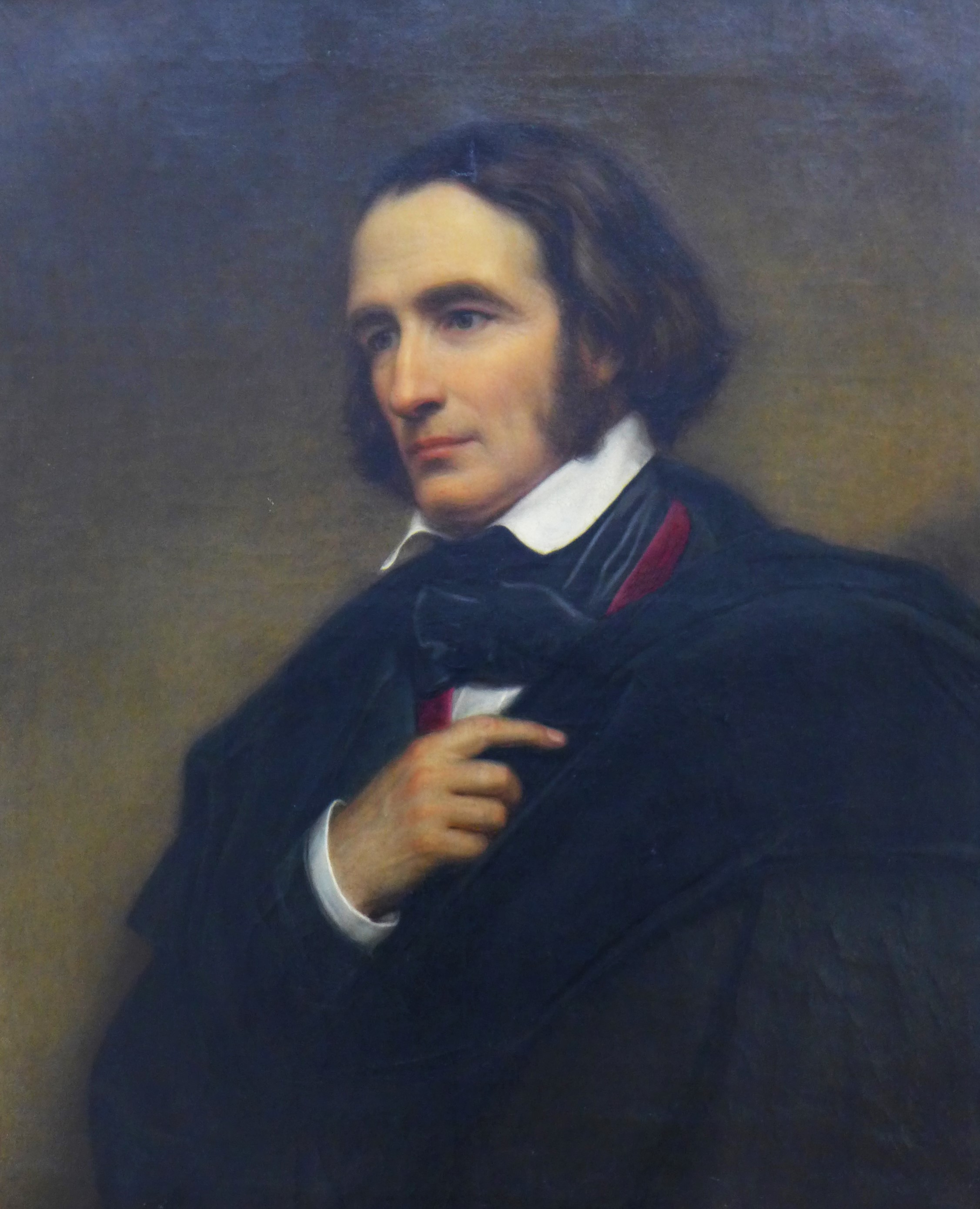
Joseph Karl Stieler; Selbstporträt im Alter von 64 Jahren; Öl auf Leinwand 1845; Das Bild trägt rückseitig die Aufschrift „Joseph Stieler geboren 1781 am ersten November von ihm selbst durch zwei Spiegel gemalt 1845“. Die Spiegel sorgten dafür, dass Stieler sein Aussehen seitenrichtig vor Augen hatte. Als Vorlage zur Darstellung seiner malenden rechten Hand diente Stieler ein Gipsabguss.

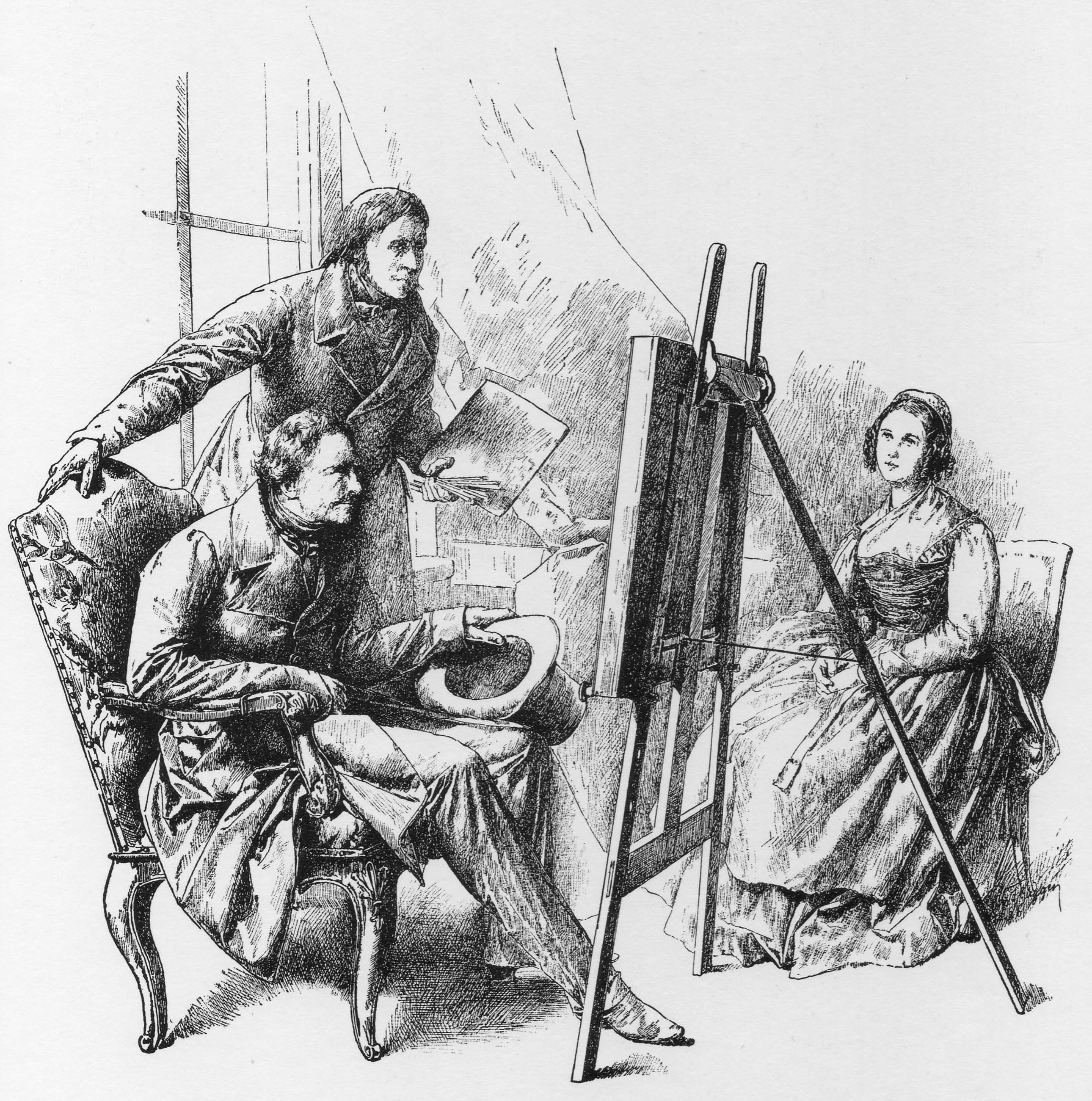
Zeichnung von Joseph Flüggen, die Ludwig I. und Stieler während einer Sitzung mit Helene Sedlmayr zeigt

Porträt von Helene Sedlmayr für die Schönheitengalerie König Ludwigs I. von Bayern in Schloss Nymphenburg

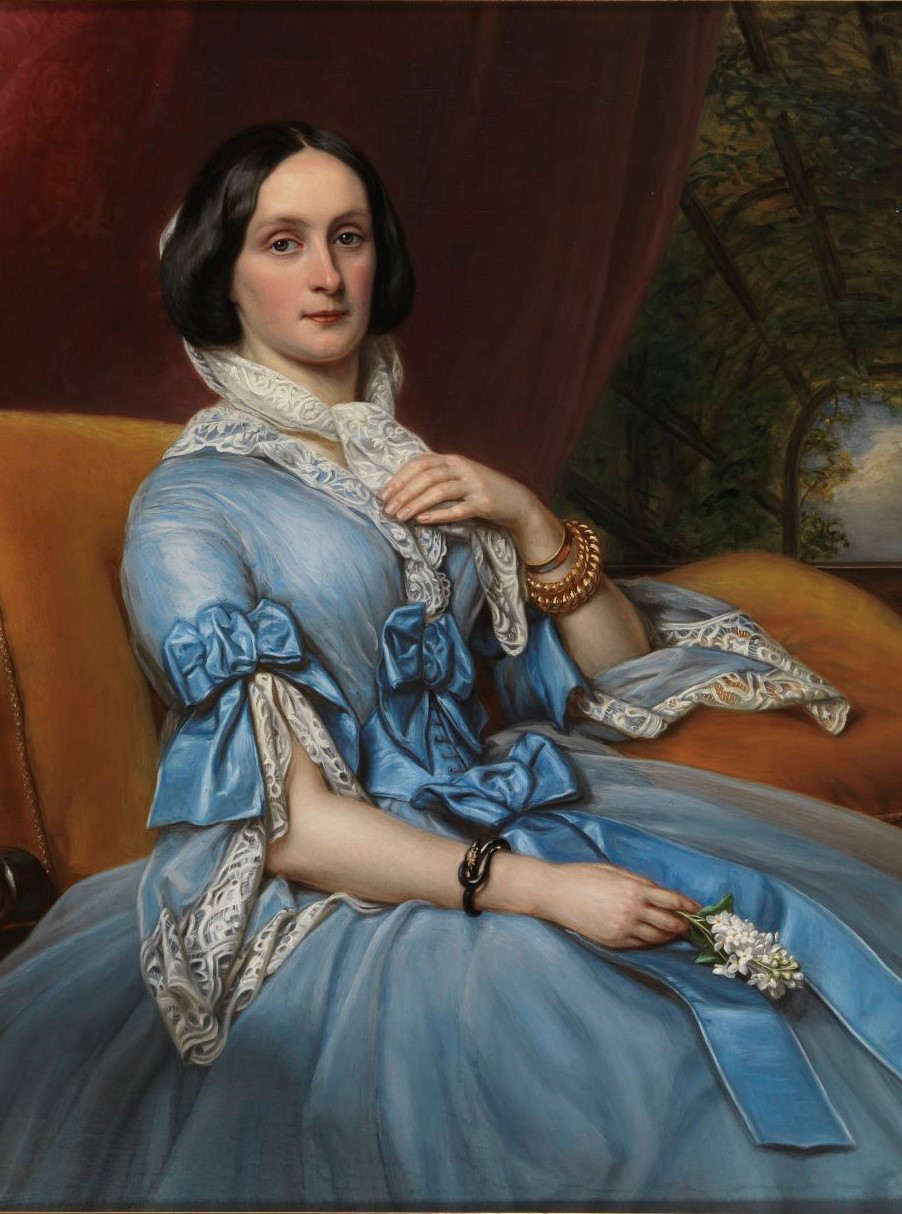
Porträt der Caroline Freifrau von Gumppenberg-Pöttmes,
1856, Germanisches Nationalmuseum

Joseph Stieler war Sohn von August Friedrich Stieler, Stempelschneider der kurfürstlichen Münze in Mainz, und dessen Frau Philippine (geborene Fritzmann). In der aus dem erzgebirgischen Bernsbach stammenden Familie, deren Wurzeln sich bis in das 16. Jahrhundert zurückverfolgen lassen, hatten künstlerische Berufe – darunter Graveur, Stempel- und Wappenschneider oder Petschaftstecher – Tradition. Auch Joseph erhielt daher vom Vater früh Zeichenunterricht und übertraf künstlerisch bald seine älteren Brüder. Der frühe Tod des Vaters 1789 ließ die Familie verarmt und in einer schwierigen Lebenslage zurück und veranlasste den Jungen, seine künstlerische Ausbildung selbstständig weiterzuverfolgen. Er übte sich erfolgreich weiter im Zeichnen und eignete sich ohne persönliche Anleitung – wohl mithilfe eines der damals gängigen Lehrbücher – die Kunst der Miniaturmalerei an. Große Aufgeschlossenheit für neue künstlerische Impulse, eine sorgfältige, aber auch effiziente Arbeitsweise sowie die Verbindung zur gehobenen und höfischen Gesellschaft, prägten sein weiteres Leben als Maler.
Eine Miniatur seiner Schwester für deren Verlobten lenkte dessen Aufmerksamkeit auf Stielers Talent. Dies bildete den Auftakt seiner intensiveren Beschäftigung mit Kunst und brachte weitere Aufträge ein, durch die er in zunehmendem Maße seine Familie unterstützen konnte. Dabei kam ihm auch das gestiegene Bedürfnis breiterer bürgerlicher Kreise nach Porträts zugute.
Als Jugendlicher entschloss er sich, dem Hoflager des geflohenen Freiherren Friedrich Karl Joseph von Erthal nach Aschaffenburg zu folgen, wo er freundliche Aufnahme und zahlreiche Betätigungsmöglichkeiten als Miniaturmaler fand. Er lernte dort Freiherr Karl Theodor von Dalberg kennen, mit dem er fortan eng in Verbindung blieb, und der ihn ideell wie praktisch unterstützte.
Nachdem er sich so eine gewisse Grundlage geschaffen hatte, nahm er 1798 eine zweijährige Lehre bei Johann Christoph Fesel auf, wo er den Umgang mit Ölfarben erlernte. Um 1802 folgte ein Studium – Stielers erste systematische künstlerische Ausbildung – an der K.K. Akademie der Künste in Wien unter Leitung Heinrich Fügers, von dem er unter anderem den Rat annahm, das Miniaturmalen zugunsten größerer Werke aufzugeben. Er schloss dort 1805 erfolgreich ab. Anschließend brach Stieler zu einer Arbeitsreise nach Russland auf, musste aber aufgrund des Krieges zwischen dem napoleonischen Frankreich, dessen Staatsangehöriger er war, und Russland in Polen bleiben, wo er zahlreiche Aufträge erhielt. Von dort kehrte er 1807 nach Wien zurück. Reisen spielten eine wichtige Rolle in Stielers künstlerischem Leben. Im selben Jahr brach er schließlich auch zu einem eineinhalbjährigen Paris-Aufenthalt auf, wo er von zahlreichen gesellschaftlichen Kontakten und dem reichen Kulturangebot der Stadt profitierte. Hier studierte er auch – insbesondere bei François Gérard – zum zweiten Mal und nahm prägende klassizistische Einflüsse auf, die für sein Werk einen Neuanfang bedeuteten. In diese Zeit fiel auch eine nicht näher bezeichnete Augenerkrankung, die den Maler zeitweilig zumindest um seine künstlerische Existenz fürchten ließ, sodass er einige Zeit untätig und in tiefer Verzweiflung verbringen musste, ehe das Leiden glücklicherweise zurückging.
Weitere Arbeitsaufenthalte in Frankfurt am Main und Italien folgten. Während Stielers Italienaufenthalt in den Jahren von 1809 bis 1812 kam er nach Mailand, wo er die Bekanntschaft des Vizekönigs von Italien, Eugène de Beauharnais machte. Dessen Frau Auguste von Bayern erteilte Stieler den Auftrag, die gemeinsamen Kinder zu porträtieren, um sie ihren Eltern nach München zu schicken. Dort riefen sie Begeisterung hervor. In der Folgezeit gab das Ehepaar weitere Familienbilder in Auftrag. Diese kostbare Sammlung erbte deren Sohn Maximilian von Leuchtenberg, der sie kurz vor seinem Tod aus München nach Sankt Petersburg bringen ließ.
1812 traf Stieler aus Italien kommend in München ein und wurde für König Max I. Joseph tätig. Am 18. Dezember 1820 ernannte ihn dieser per Dekret zum bayerischen Hofmaler, zunächst ohne Salär. Als der bisherige Hofmaler Matthias Klotz zwei Jahre später starb, erhielt Stieler ein Jahresgehalt von 1000 Gulden. Daneben durfte er Urlaube antreten und andere Aufträge entgegennehmen.
Als arrivierter Porträtist schuf Stieler eine Vielzahl von Gemälden, darunter eine stattliche Anzahl von Familienbildern der Königsfamilie, die seine persönliche Bindung zum Herrscherhaus spiegeln. So ließ sich Königin Karoline 1821 nach dem Tod ihrer jüngsten Tochter „Ni“ ein großes letztes Gemälde und mehrere Porträts der kleinen Prinzessin auf dem Totenbett anfertigen und letzte Trostbilder nach dem plötzlichen Tod ihres Mannes Max I. Joseph auf dem Totenbett.
Im Auftrag von Antonie Brentano schuf er 1820 – unter schwierigen Bedingungen – das heute bekannteste Porträt von Ludwig van Beethoven. 1823 gehört er zu den Gründungsmitgliedern des Kunstvereins München. 1828 entstand sein berühmtes Goethe-Bildnis. Diesen Auftrag hatte König Ludwig von Bayern vermittelt. Während Goethe ihm Porträt saß, nutzten der Maler und der Gemalte die Gelegenheit zu einem regen Austausch, unter anderem über die Farbenlehre des Dichters.
In den für Stieler persönlich schwierigen Jahren um 1830 folgten dennoch zahlreiche Werke und Reisen. 1848 sah sich der Maler mit dem politischen Aufruhr in Bayern, den Geschehnissen um Lola Montez, die er widerwillig porträtierte, und der Abdankung von König Ludwig konfrontiert. Auch in den 1840er Jahren entstanden noch zahlreiche Bilder, wobei sich Stieler zunehmend mit dem politisch und künstlerisch gewandelten Umfeld auseinandersetzen musste und produktiv, doch als bereits alternder Maler, nach neuen Wegen suchte. Er betont die Wichtigkeit des Neuen und steht sowohl der Landschaftsmalerei wie der aufkommenden Fotografie aufgeschlossen gegenüber.
1854 führte Stieler letzte große Aufträge aus. Dazu zählen ein Gruppenbildnis der Geschwister von Kaiserin Elisabeth (Sisi) aus Anlass ihrer Hochzeit mit Kaiser Franz I. Joseph und fünf Bildnisse von Baroninnen, die Prinz Karl von Bayern in Auftrag gab.

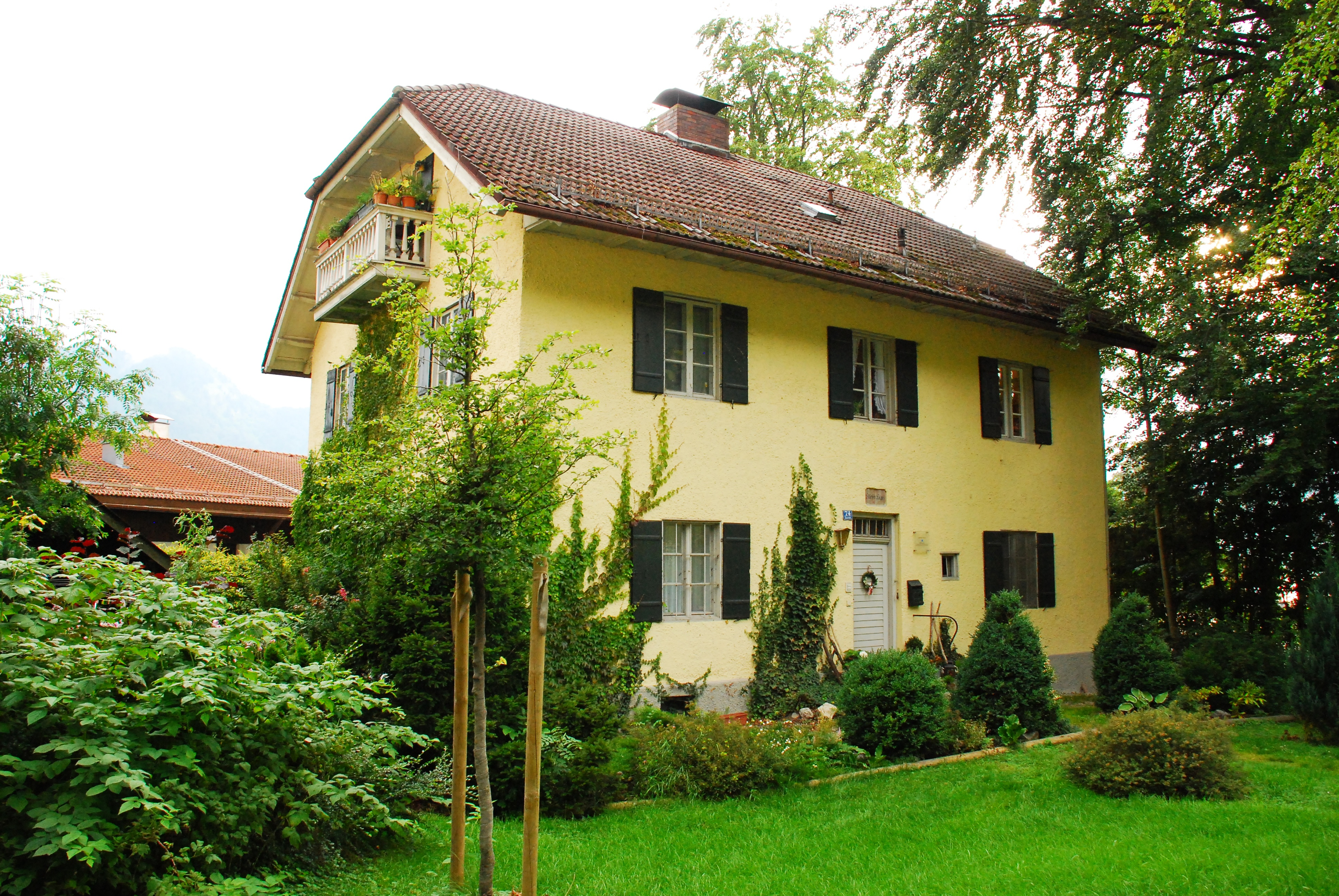
Sommerhaus, heute sogenanntes Stieler-Haus in der Seestraße 74 in Tegernsee

1855 wurde er auf eigenen Wunsch als Hofmaler pensioniert und verbrachte noch einige Jahre in seinem Sommerhaus in Tegernsee, dem heutigen Stieler-Haus. 1858 starb er schließlich infolge einer Lungenentzündung und einer Lähmungserkrankung im Alter von 77 Jahren in München. Sein umfangreiches Werk stieß fortan auf ein geteiltes Echo.

## Grabstätte

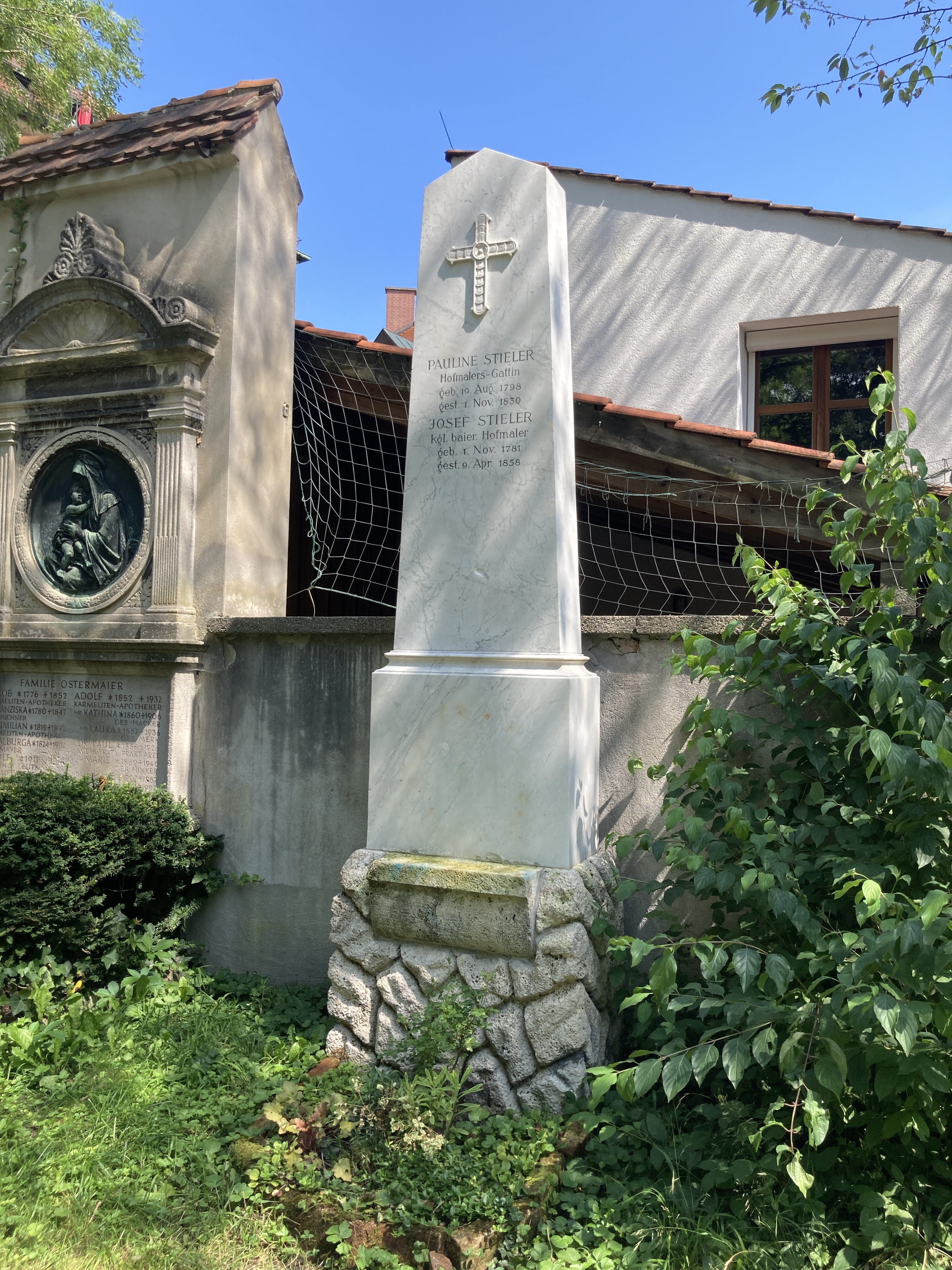
Grab von Joseph Karl Stieler auf dem Alten Südlichen Friedhof in München,

Die Grabstätte von Joseph Stieler befindet sich auf dem Alten Südlichen Friedhof in München (Mauer Links Platz 248/249 bei Gräberfeld 11) Standort. In dem Grab liegt laut Inschrift auch Stielers erste früh verstorbenen Ehefrau Pauline Stieler geborene Becker (* 19.08.1798 - † 01.11.1830). Laut Grabbuch sind in dem Grab ebenfalls zwei seiner Söhne begraben:
- Maximilian Stieler (* 16.02.1825 - † 23.06.1897); Maler und Dichter
- Eugen von Stieler (* 19.09.1845 - † 09.10.1922); Genremaler

## Familie
1818 heiratete Joseph Stieler seine große Liebe, die russischstämmige Pauline Luise Beckers, und führte mit ihr eine glückliche Ehe. Sie hatten fünf Kinder. Ihr früher Tod 1830 traf den Maler hart; 1833 heiratete er – in zweiter, ebenso glücklicher Ehe – die Dichterin Josephine von Miller (1808–1890), eine Tochter des Königlichen Rates und Advokaten Joseph von Miller – ohne den Verlust seiner ersten Frau völlig zu überwinden. Mit Josephine von Miller hatte Joseph Stieler drei Söhne
- Karl Stieler, 1842–1885; Dichter, Archivar, Jurist
- Guido Stieler, 1844 – 1922; Arzt, Geheimer Hofrat
- Eugen von Stieler, 1845–1922; Jurist, Maler

## Werk und Stil

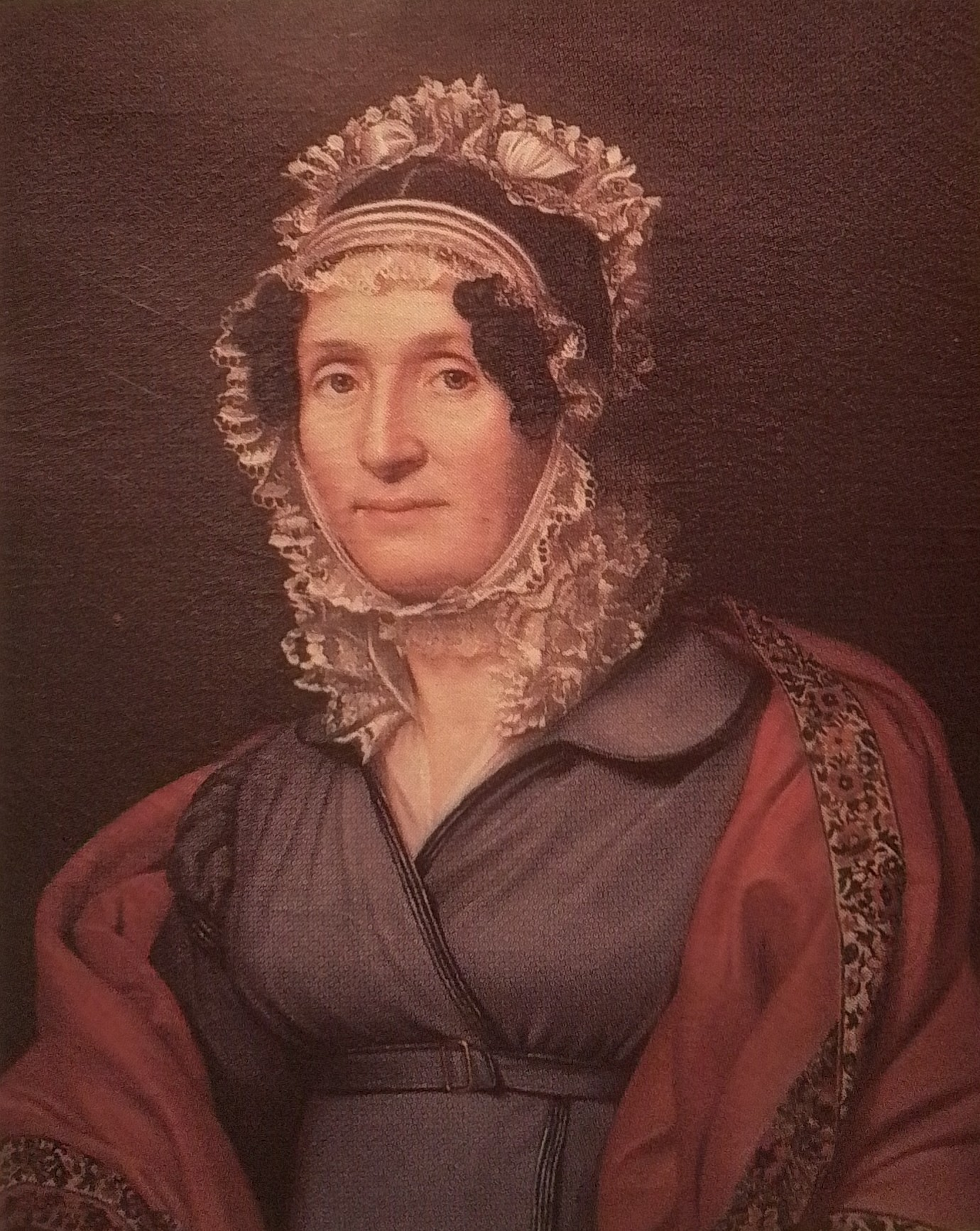
Madame Mère (Letizia Ramolino Bonaparte, 1811)

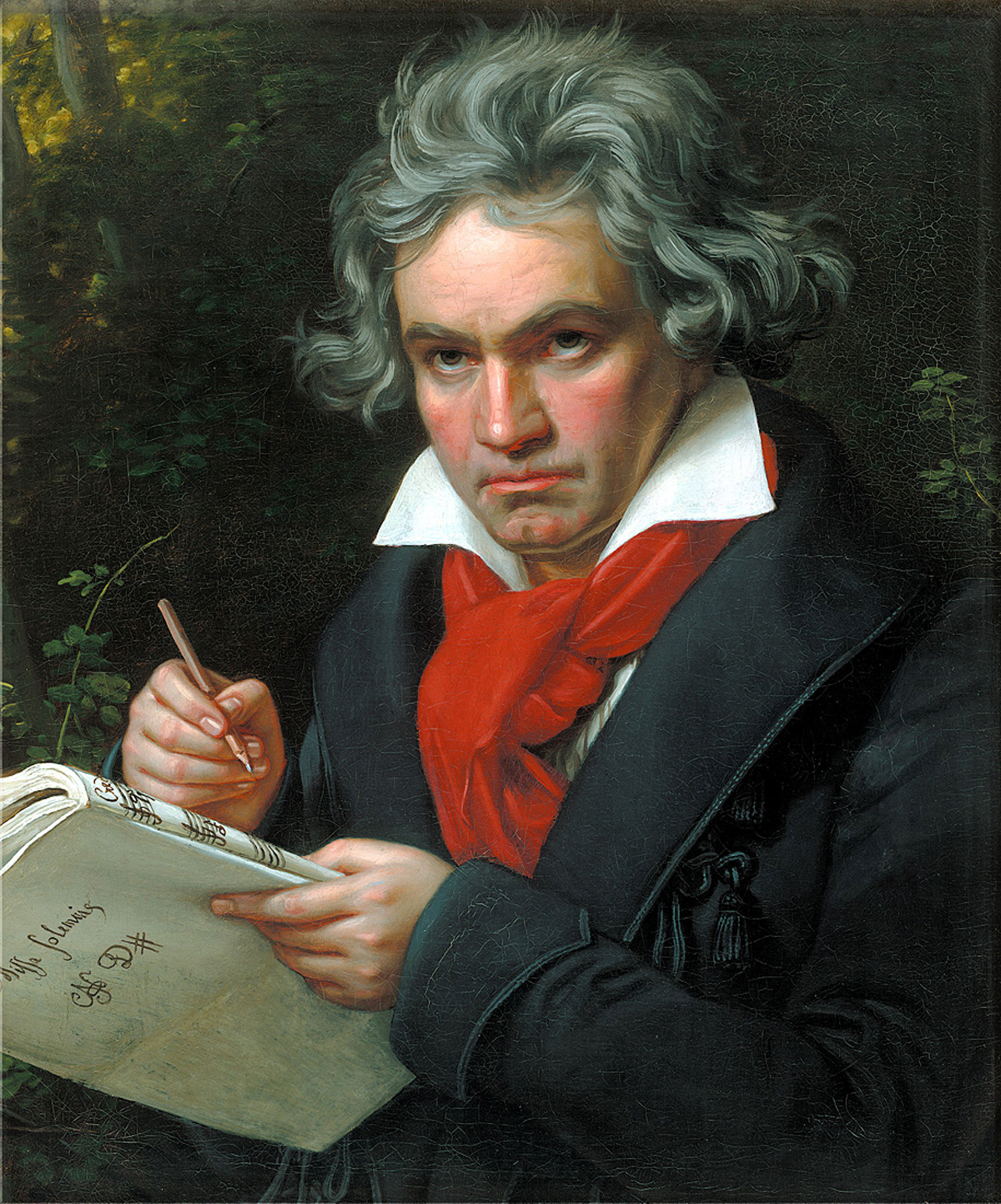
Ludwig van Beethoven (1820)

Joseph Stieler schuf hauptsächlich Porträts. Daneben existiert eine Reihe von Altarbildern sowie einige wenige Bilder mit erzählenden, häufig mythologischen Motiven und – im privaten Nachlass, unabhängig von fremden Aufträgen – ein weitgehend eigenständiges zeichnerisches Werk.
Seine Gemälde zeichnen sich durch hohe technische Perfektion, sichere, saubere Zeichnung und eine merkliche Glätte aus, die mitunter bereits kühl wirkt. Dem entspricht eine ausgeprägte Tendenz zur Idealisierung der sorgfältig arrangierten Bildnisse.
Stielers Werk orientiert sich zunächst im Umgang mit Licht, Komposition und Malweise stark an der barocken Miniatur und rigiden technischen Reglements, entwickelt sich – an klassizistischen Einflüssen aus Frankreich weiter und nimmt zuletzt sogar frührealistische Elemente sowie Anregungen aus der sich nun eigenständig etablierenden Landschaftsmalerei auf, die noch zu Beginn des 19. Jahrhunderts verächtlich als „Moos oder Flechte am Stamm der großen Kunst“ abqualifiziert wurde: Der in den Bildern dargestellte Raum wird nun reeller gestaltet, die Porträtierten immer menschlicher als Einzelpersönlichkeiten gezeigt. Die gemalte Landschaft tritt aus ihrer Funktion als bloße Beigabe und Hintergrund heraus.
Stieler konnte jedoch, ungeachtet etwa der strengen und repräsentativen Auffassungen klassizistischer Vorbilder, als Mensch und Künstler sensibel auf seine Modelle eingehen und seine Darstellungsweise den Eigenarten der Dargestellten und dem gesellschaftlichen Kontext des Bildes anpassen, was in vielen Fällen den Porträts einen ausgeprägteren, lebendigeren Charakter verleiht.
Das private zeichnerische Werk, das auch seine stilistische Entwicklung verdeutlicht, bringt darüber hinaus eine weitaus individuellere Sicht- und Zeichenweise zum Ausdruck; Studien dazu sind aber heute durch die lückenhafte Überlieferung stark erschwert.

## Wirkung und Kritik

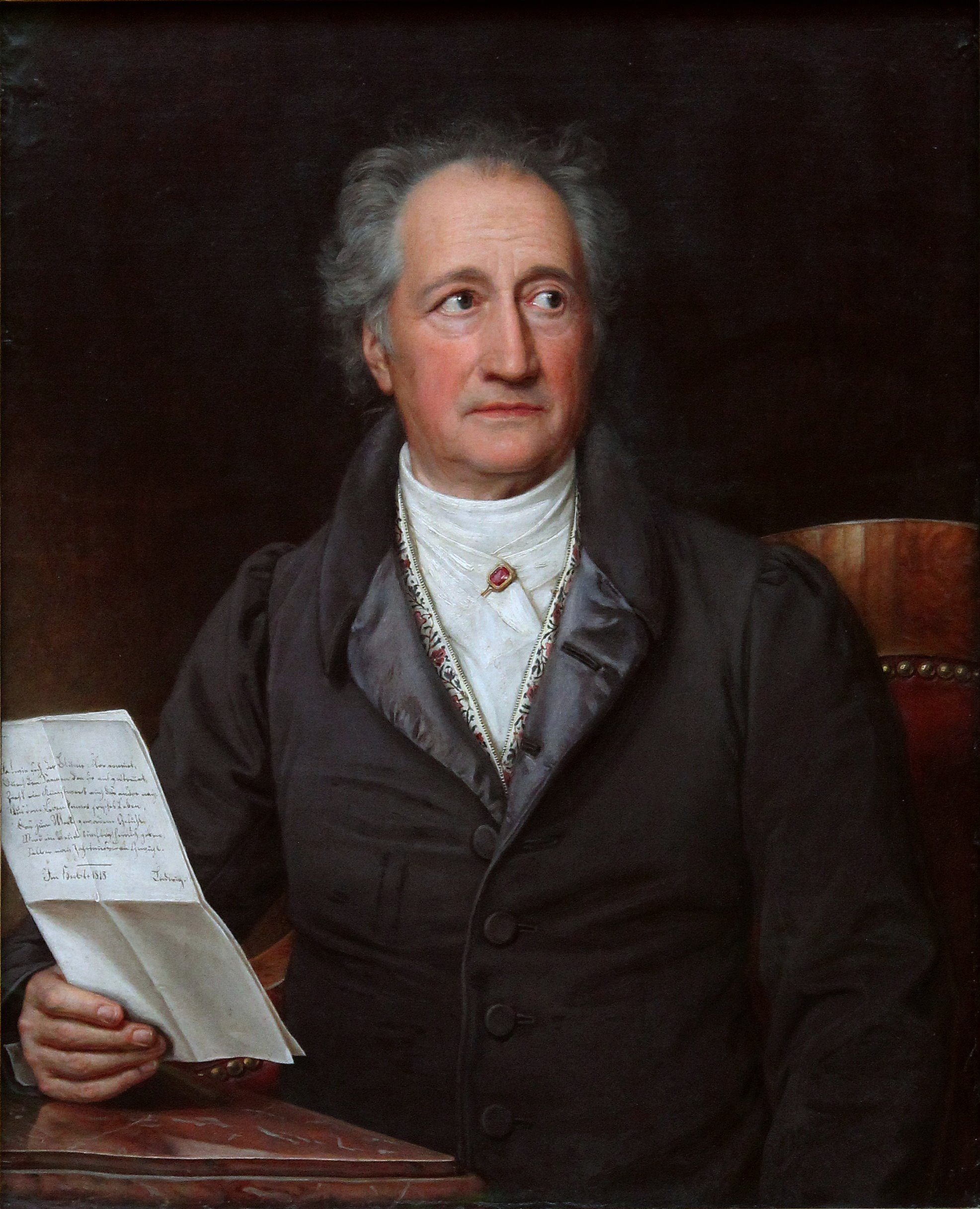
Goethe (1828). Das Blatt in seiner Hand zeigt kein eigenes Werk, sondern ein Gedicht von König Ludwig I. von Bayern.

Joseph Stieler war ein erfolgreicher und in seiner Zeit sehr berühmter Porträtmaler, der insbesondere durch seine Arbeiten für das bayerische und preußische Königshaus sowie zahlreiche weitere Regenten und bedeutende Persönlichkeiten in die Kunstgeschichte eingegangen ist.
Die zeitgenössische Allgemeine Deutsche Biographie beurteilt dies aus geringem Abstand für die Zeit um 1820 so: „Jetzt wurde [Stieler] ‚Mode‘ in der Haute volée und es gehörte zum guten Ton, sich von [ihm] abconterfeien zu lassen. Es entstanden zahllose Bildnisse von Staatsmännern, Heerführern, Gelehrten, Künstlern (darunter beispielsweise Fürst Wrede, General von Pappenheim), von erlauchten und hohen Frauen, welche meist noch der Regierungszeit König Max’ I. angehören.“
Spätere Epochen kritisierten oft seine idealisierende Darstellungsweise und seine Auffassung des Porträts, die ihnen gegenüber eigenen Ansprüchen als zu „traditionell“ erschien, stellten aber sein technisches Können als Maler nicht infrage. Auch Stieler selbst erkannte dementsprechend gegen Ende seiner Laufbahn die Wichtigkeit eines Wandels. Allerdings stützt sich diese kritische Auseinandersetzung oft nur auf einen relativ kleinen, öffentlich zugänglichen Teil des Werks.
Mit zunehmendem zeitlichen Abstand tritt zwar eine differenzierte Kritik an die Stelle von Pauschalwertungen und Abgrenzungsversuchen, jedoch stoßen Werk und Maler nur begrenzt auf fundiertes Interesse. Weitere Forschung ist zudem durch die schwierige Überlieferungssituation und insbesondere die weiträumige Verteilung der Werkstandorte erschwert.
Trotzdem erschien 1971 im Rahmen der Dissertation der Stielerforscherin Ulrike von Hase das bisher umfassendste Werkverzeichnis des Malers. Seitdem sind eine große Zahl weiterer Arbeiten bekannt geworden, die der Öffentlichkeit noch nicht bekannt waren. Die Forscherin verfügt dazu über weiterführendes Material, dessen Veröffentlichung in einer überarbeiteten Fassung des Werkverzeichnis für 2024 geplant ist.

## Erinnerungsorte an Karl Joseph Stieler
Im Gegensatz zu Stielers 1841 erbauten noblen Münchner Wohnhauses in der Barer Straße 6 1/2 blieb sein Sommerhaus in Tegernsee als Erinnerungsort erhalten. Der Künstler hatte das Grundstück auf der Tegernseer Point 1829 für 159 Gulden und 54 Kreuzer erworben. In der Folgezeit entstand ein komfortabel ausgestattetes Haus für die Sommerfrische, wobei ein Atelier nicht fehlte. Nach einer liebevollen Restaurierung ist darin seit 2015 ein Café untergebracht.
Oberhalb des Stieler-Hauses erinnert auf dem Literatenhügel am Leeberg ein Denkmal für seinen Sohn und Dichter Karl Stieler, das Karl-Stieler-Denkmanl. Karl Stieler hatte von Jugend an viel Zeit im Sommerhaus seines Vaters verbrachte und eine so große Verbundenheit mit Tegernsee, dass er auf dem dortigen Friedhof begraben werden wollte.

## Literatur

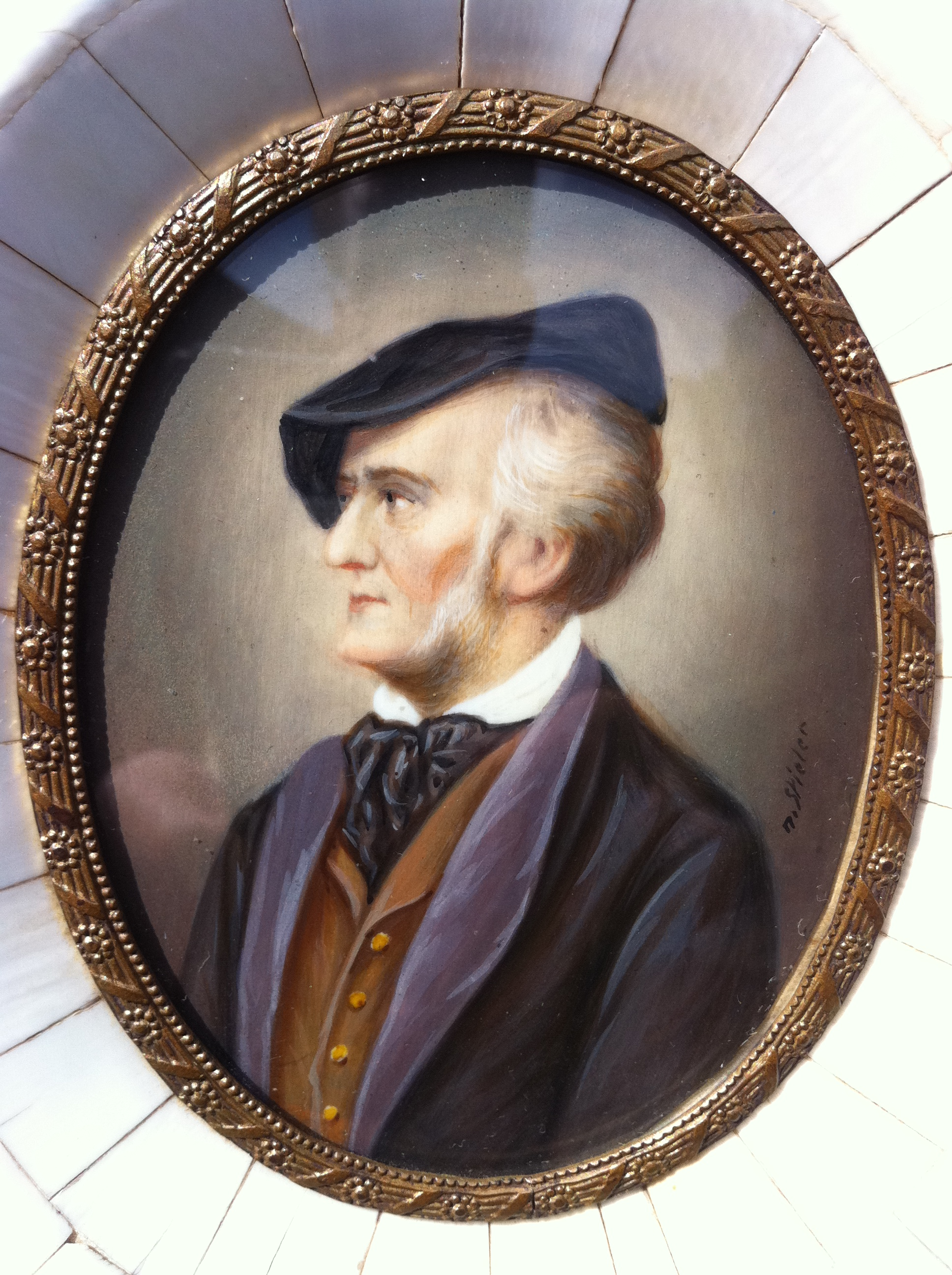
Richard Wagner